# Nedgarn
Nedgarn er net som sættes i vandet for at fange fisk. I sammenligning med et bundgarn og et narreværk er nedgarnet et simpelt redskab. Bundgarn og narreværk har en rad og fangarme, som sluser fiskene ind i rusen, hvorfra de ikke kan svømme ud igen på grund af rusens konstruktion med de særlige tragte, kaldet kalve. Men nedgarn er blot aflange, udstrakte net.
Garnet sættes lodret i vandet som et 'stakit'. De kan sættes fast ved bunden, eller de kan flyde mellem markeringsbøjer. Ofte sættes de i et sæt af tre eller flere garn, som kaldes en lænke. Fisken ser ikke garnet og svømmer ind i det. Dens gæller fungerer som modhager, så fisken hænger i nettet indtil fiskeren røgter det. Nedgarn bruges ofte i ferskvandssøer eller i fjorde, men også i udstrakt grad i fiskeri efter bundfisk på lidt dybere vand i Nordsøen og indre farvande. I ferskvand fanges især gedder, store aborrer og sandarter. Også laksefisk og karper kan forekomme. I saltvand er der et betydeligt garnfiskeri efter fladfisk og torskefisk. Man kan regulere størrelsen på de fisk, man vil fange, med maskestørrelsen i nettet.